# Jan Uddén
Jan Uddén, född 1954, är en svensk expert på fåglar och fågelekologi samt författare.
Uddén har studerat zoologi, botanik, geovetenskap och biologi på Göteborgs universitet. Sedan 1991 är han anställd på Bohusläns museum som biolog och ekolog. Han har under många år svarat på lyssnarfrågor om djur i Sveriges Radio P4 Väst, och anlitas återkommande som expert när ovanliga djur dyker upp.
Hans medverkan i Bohusläns årsbok 2002 omnämndes som "en fängslande genomgång av Bohusläns kustnatur" där Uddén "delar frikostigt med sig av sin kunskap om detta landskap med alla dess vittnesbörd om inlandsisens framfart och mångfald av biotoper".